# Aartsbisdom Brasilia
Het aartsbisdom Brasilia (Latijn: Archidioecesis Brasiliapolitanus; Portugees: Arquidiocese de Brasília) is een in Brazilië gelegen rooms-katholiek aartsbisdom met zetel in de hoofdstad Brasilia in het Braziliaans Federaal District. De aartsbisschop van Brasilia is metropoliet van de kerkprovincie Brasilia waartoe ook de volgende suffragane bisdommen behoren:
- Bisdom Formosa
- Bisdom Luziânia
- Bisdom Uruaçu

## Geschiedenis
Het Bisdom Brasilia werd opgericht door paus Johannes XXIII op 16 januari 1960. Het bestaat uit voormalige gebiedsdelen van het aartsbisdom Goiânia. Op 11 oktober 1966 werd het bisdom verheven tot aartsbisdom.

## Aartsbisschoppen van Brasilia
- 1960–1984: José Newton de Almeida Baptista (tot 1966 bisschop)
- 1984–2004: José Freire Falcão
- 2004–2011: João Braz de Aviz
- 2011-2020: Sérgio da Rocha
- 2020: José Aparecido Gonçalves de Almeida
- 2020-heden: Paulo Cezar Costa